# Viel Lärm um nichts
Viel Lärm um nichts (frühneuenglisch Much adoe about Nothing) ist eine Komödie von William Shakespeare. Das Werk handelt von der Hochzeit des Florentiner Adligen Claudio mit Hero, der Tochter des Gouverneurs von Messina. Die Hochzeitspläne stoßen auf äußere Hindernisse in Gestalt einer Intrige Don Johns, des illegitimen Bruders des Königs von Aragón. Dagegen gestehen sich Beatrice und Benedikt erst durch einige Machenschaften der übrigen Figuren ihre Zuneigung. Als Quelle wird unter anderem Bandellos Prosaversion von Ariosts Versepos Orlando Furioso angesehen. Die erste Erwähnung des Werkes findet sich in einem Eintrag im „Stationer's Register“ im August 1600. Im gleichen Jahr wurde es in der Werkstatt von Valentine Simmes als Quarto gedruckt. Die erste belegte Aufführung datiert in das Jahr 1613. Shakespeare hat das Stück wahrscheinlich in der Zeit um den Jahreswechsel 1598/99 fertig gestellt. Zusammen mit Wie es euch gefällt und Was ihr wollt wird es zu den sogenannten romantischen Komödien Shakespeares gezählt.

## Übersicht

### Handlungsstränge
Die Haupthandlung beschreibt die Umstände der Heirat des florentinischen Edelmannes Claudio mit Hero, der Tochter von Leonato, dem Gouverneur von Messina. Das Werk hat zwei Nebenhandlungen. Die erste beschreibt eine Intrige des spanischen Edelmannes Don John, der aus Hass auf Claudio dessen Heirat hintertreiben will. In diesen Nebenstrang ist die komische Episode um den Wachmann Dogberry und seine Helfer eingeflochten. Die zweite Nebenhandlung beschreibt die Liebe zwischen dem Edelmann Benedikt und Beatrice, der Nichte von Leonato.

### Hauptcharaktere
Die Bühnengesellschaft des Werkes hat zwei Hauptgruppen. Die erste ist um Leonato, den Gouverneur von Messina zentriert. Sein Landsitz ist der Ort der Handlung. Leonato ist Witwer und hat nur ein Kind, seine Tochter Hero, die seine Allein-Erbin ist. Er lebt in Gesellschaft seines Bruders Antonio und seiner Nichte Beatrice. Zur Gruppe um Leonato zählen außerdem Margarethe und Ursula, die Hofdamen von Hero, sowie der Wachtmeister Dogberry mit seinem Gefolge und der Geistliche Bruder Franziskus. Das Zentrum der zweiten Hauptgruppe ist der Thronfolger des Königreiches Aragonien, Prinz Don Pedro. Er wird von seinem Halbbruder Don John sowie den Edlen Benedikt aus Padua und Claudio aus Florenz begleitet. Zu ihnen gehören auch die Diener Conrad und Borachio sowie der Sänger Balthasar. Man erkennt gleich die Symmetrie der beiden Gruppen: die Brüder Leonato und Antonio aus Sizilien und die Brüder Don Pedro und Don John aus Spanien. Zur sizilianischen Gruppe gehören Beatrice und Hero und zu der italienischen Gruppe die Lehensmänner des Prinzen, die Edlen Benedikt und Claudio.

### Erzählte Zeit und Ort der Handlung
Das Werk spielt in der Hafenstadt Messina, die zu der Zeit als Teil Siziliens unter spanischer Herrschaft stand. Darauf deutet der Titel von Don Pedro, Prinz von Aragonien. Die Beziehungen zwischen Sizilien und Spanien, insbesondere der Krone von Aragonien umfassen allerdings den recht langen Zeitraum zwischen dem 12. und 16. Jahrhundert. Die Handlung selbst dauert nur wenige Tage und wird üblicherweise in die Sommerzeit verlegt.

## Handlung

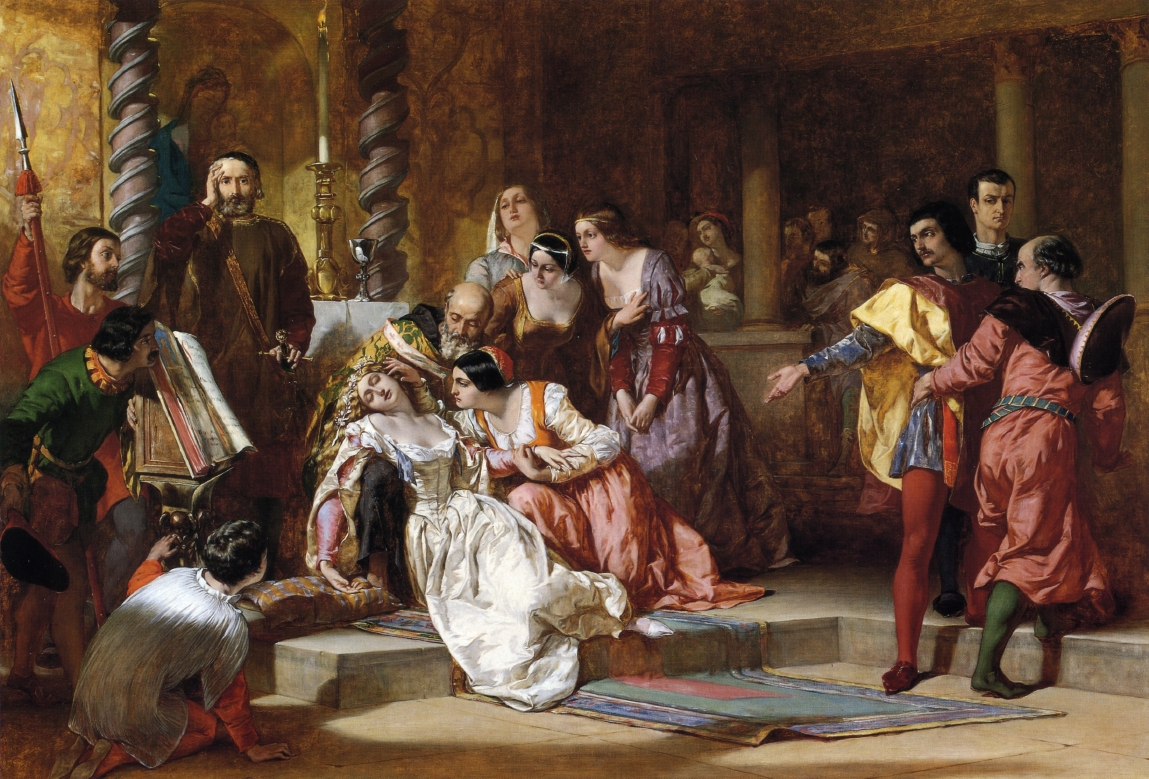
Die Ohnmacht der Hero in der Kirchenszene
Gemälde von Alfred Elmore, 1846

### Akt I
Das Stück beginnt mit der Ankündigung, dass Don Pedro, der Prinz von Aragonien, noch heute mit seinem Gefolge nach Messina kommt. Bei der Begrüßung der Gäste in der Residenz des Gouverneurs verliebt sich einer der Edelleute in die Tochter des Gastgebers.
[Szene 1] Ein Bote berichtet dem Gouverneur von Messina, dass Don Pedro von Aragonien nach einem erfolgreichen Feldzug in die Stadt kommt. Es habe in der Schlacht nur wenige Verluste gegeben, denn die Soldaten hätten sich ungewöhnlich tapfer geschlagen. Insbesondere Claudio, ein junger Florentiner Edelmann sei vom Prinzen für seinen außerordentlichen Mut im Kampf ausgezeichnet worden und wird nun in Messina von seinem Onkel erwartet. Beatrice, die Nichte des Gouverneurs Leonato erkundigt sich nach einem weiteren Teilnehmer des Feldzuges, einem gewissen Benedikt, den sie bei dieser Gelegenheit herzhaft verspottet. Als die Soldaten eintreffen, empfängt Leonato sie in seinem Haus und lädt sie ein, für einen Monat in Messina zu bleiben. Don Pedro nimmt die Einladung an und stellt dem Gastgeber seinen schweigsamen Halbbruder Don John vor, mit dem er sich kürzlich ausgesöhnt habe. Unterdessen liefern sich Beatrice und Benedikt ein heftiges Wortgefecht. Beide sind dafür bekannt, dass sie im Umgang mit ihren Mitmenschen kein Blatt vor den Mund nehmen, und hegen eine lange, wenn auch grundlose Abneigung gegeneinander. Claudio berichtet seinem Kampfgenossen Benedikt von seiner Liebe zu Hero. Gegenüber Don Pedro und Claudio drückt Benedikt seine Verachtung für die Ehe aus. Don Pedro bietet Claudio an, an seiner statt um Hero zu werben.
[Szene 2] Leonato und sein älterer Bruder Antonio besprechen die Vorbereitungen für das Fest zur Begrüßung des Prinzen und seinem Gefolge. Antonio erzählt, einer seiner Bediensteten habe ein Gespräch zwischen dem Prinzen und Claudio belauscht, indem der Prinz seine Liebe zu Leonatos Tochter Hero gestanden habe. Der Gouverneur zweifelt den Bericht an und beide beschließen die Sache abzuwarten und vorsorglich Hero zu informieren.
[Szene 3] Don John, der illegitime Bruder des Prinzen gesteht seinen Bediensteten Conrad und Borachio seinen Missmut und seine Bereitschaft, keine Rücksicht auf Dritte zu nehmen. Sie beschließen, die Heirat zwischen Claudio und Hero zu hintertreiben.

### Akt II
[Szene 1] Leonato und Antonio mit Hero und Beatrice sowie den Zofen. Einzug der Masken. Don John und Borachio behaupten gegenüber Claudio, dass Don Pedro in Hero verliebt ist. Claudio bekennt im Selbstgespräch, dass er nun von der betrügerischen Absicht des Prinzen überzeugt ist. Als Benedikt hinzutritt, bestätigt er den Eindruck Claudios. Der Prinz erklärt gegenüber Benedikt seine lauteren und ehrlichen Absichten bezüglich Hero. Beatrice kommt mit Claudio zum Prinzen. Der Prinz bemerkt, dass Claudio bedrückt ist. Der Prinz berichtet, dass er sein Versprechen gehalten und erfolgreich für Claudio um Hero geworben hat. Der Prinz macht Beatrice ein Heiratsangebot, sie lehnt ab. Der Prinz bespricht mit Leonato und Claudio die Vorbereitungen für die Heirat zwischen Hero und Claudio. Man vereinbart die Hochzeit binnen Wochenfrist.
[Szene 2] Don John und Borachio planen die Intrige gegen Claudios Heirat mit Hero.

### Akt II-V
Zusammen mit anderen beschließen Claudio und Hero, sich die Zeit bis zu ihrer Hochzeit damit zu verkürzen, Benedikt und Beatrice in die Liebesfalle zu locken. Claudio, Leonato und Don Pedro lassen Benedikt ein Gespräch belauschen, in dem sie besprechen, wie sehr Beatrice leide, da sie ihn eigentlich liebe. Benedikt beschließt, sich ihrer zu erbarmen und ihre Liebe zu erwidern. Hero und ihre Kammerfrau Ursula halten eine Konversation gleichen Sinns in Hörweite von Beatrice ab, wobei nun freilich Benedikt der unglücklich Liebende sei. Sofort beschließt sie, fortan freundlicher zu Benedikt zu sein.
Don Juan, Don Pedros ungeratener Halbbruder, plant unterdessen, die Hochzeit zu verhindern und so Unheil zu stiften. Um Heros Untreue zu beweisen, inszeniert er im Fenster von Heros Kammer eine Liebesszene zwischen seinem Gefolgsmann Borachio und Heros Zofe Margaret, die Heros Kleidung trägt, und sorgt dafür, dass Claudio und Don Pedro die Szene beobachten. Beide fallen auf das Schauspiel herein und halten Hero für untreu. Am folgenden Hochzeitstag beschuldigt Claudio sie in der Kirche vor allen Anwesenden der Untreue und verweigert die Heirat. Hero fällt in Ohnmacht. Nachdem Claudio, Don Pedro und Don Juan die Kirche verlassen haben, rät der Mönch, bis ihre Ehre wiederhergestellt sei, alle im Glauben zu lassen, dass Hero in Anbetracht der Schmach gestorben sei.
Nachdem auch Leonato, Hero und der Mönch gegangen sind, gestehen sich die allein in der Kirche verbliebenen Benedikt und Beatrice ihre Liebe. Beatrice ist von Heros Unschuld überzeugt und nimmt Benedikt das Versprechen ab, seinen Freund Claudio für den Schaden, den er angerichtet hat, zu töten.
Doch wird Heros Ehre, noch bevor das Duell stattfinden kann, wiederhergestellt. Wie sich herausstellt, haben die Wachen, die in der Nacht von Don Juans Inszenierung den Übeltäter Borachio und seinen Verbündeten Konrad festnahmen, diese zudem belauscht und so von den Machenschaften Don Juans erfahren. Nachdem er ihre Aussage gehört hat, ist Leonato völlig von Heros Unschuld überzeugt.
Claudio empfindet tiefe Reue über den vermeintlichen Tod seiner Braut. Leonato verspricht, ihn mit seiner Nichte zu verheiraten, die genauso aussehe wie Hero. Natürlich stellt sich heraus, dass es sich tatsächlich um die lebende Hero selbst handelt. Bei der Hochzeit verfallen Benedikt und Beatrice wieder in ihr altes Muster, ihre gegenseitige Liebe mit viel Wortwitz zu leugnen, bis Hero und Claudio einige Liebesgedichte hervorholen, die Benedikt und Beatrice sich gegenseitig geschrieben haben. Das Stück endet in einer fröhlichen Doppelhochzeit, die mit der guten Nachricht schließt, dass Don Juan auf der Flucht aus Messina festgenommen wurde.

## Literarische Vorlagen und kulturelle Bezüge

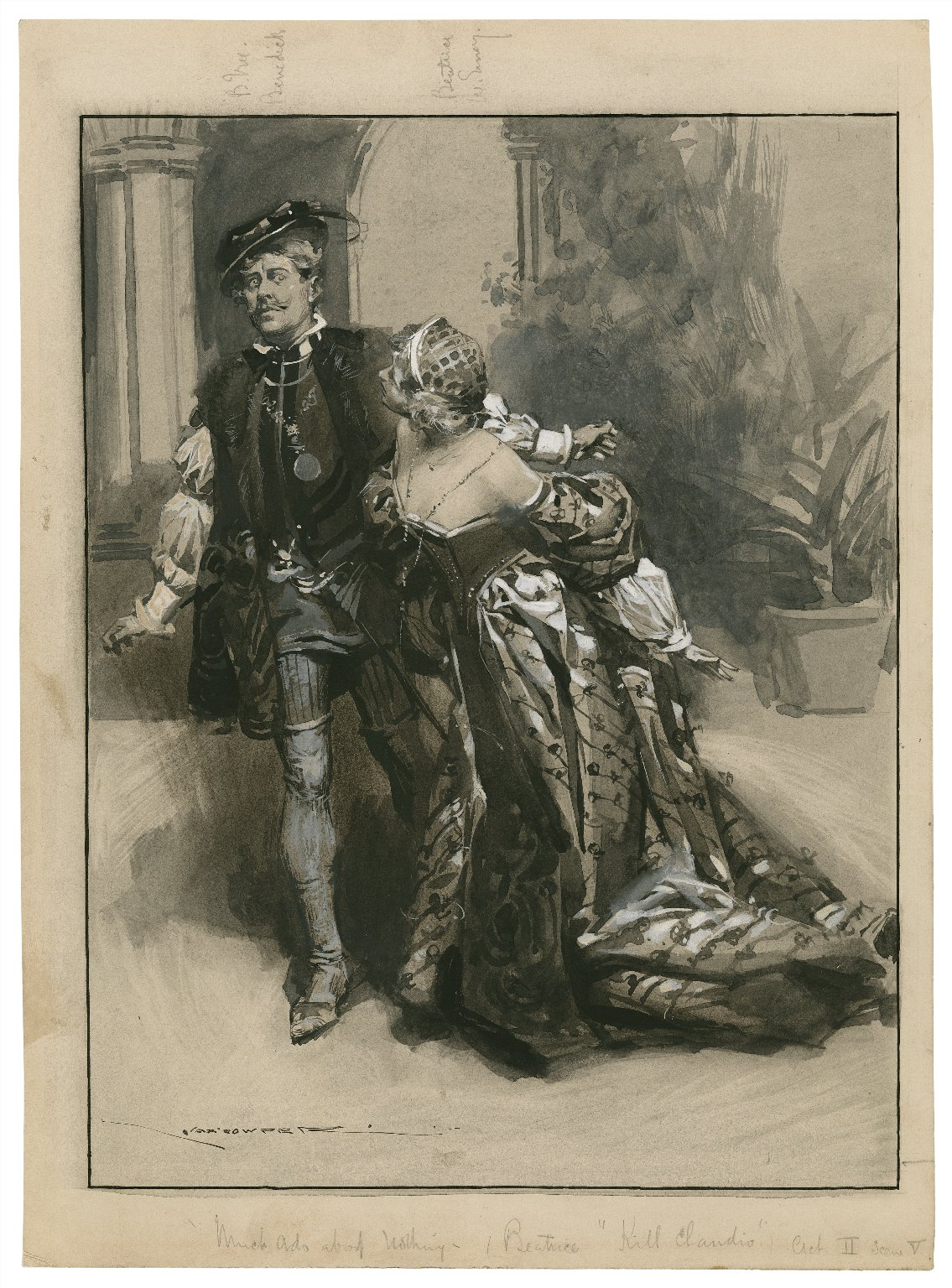
Herbert Beerbohm Tree als Benedikt und Winifred Emery als Beatrice
Zeichnung von Max Cowper, 1905

In der Handlung um Hero und Claudio nimmt Shakespeare ein Erzählmotiv auf, das in der europäischen Renaissancekultur weit verbreitet war. Geschichten über eine durch eine Intrige verleumdete und zu Unrecht beschuldigte Braut, ihre Zurückweisung durch den Bräutigam, ihren Scheintod und die anschließende glückliche Wiedervereinigung des Liebespaares erfreuten sich im 16. Jahrhundert großer Beliebtheit und wurden in zahlreichen epischen und dramatischen Neugestaltungen veröffentlicht, von denen zu Shakespeares Zeit mehr als ein Dutzend als gedruckte Fassungen vorlagen.
Shakespeare kannte vermutlich verschiedene Versionen dieses Motivs; mit großer Sicherheit kann davon ausgegangen werden, dass er sowohl die Fassung in Ariosts Epos Orlando Furioso als auch die Prosaversion in Matteo Bandellos La prima parte de le novelle als Quellen für den Hero-Claudio-Handlungsstrang nutzte. Ariosts Werk wurde 1516 veröffentlicht und 1591 von John Harrington ins Englische übersetzt; im 5. Gesang des Epos wird die Geschichte von Ariodante und der schottischen Prinzessin Genevra (Ginevora) dargeboten, die auch Spenser 1590 in The Faerie Queene (II, iv) in Gedichtform nacherzählt. Im Handlungsmuster dieser Geschichte finden sich einige Parallelen zu der Hero-Claudio-Handlung; so wird auch Ariodante durch eine Intrige und einen gefälschten Beweis von der Unkeuschheit Genevras überzeugt. Gramgebeugt verlässt er seine Geliebte und kündigt seinen Selbstmord an; am Ende wendete sich für das Liebespaar nach verschiedenen Verstrickungen jedoch alles zum Guten. In Bandellos 1554 erschienenen Novellen, die auch für andere Werke Shakespeares wie beispielsweise Romeo and Juliet oder Twelfth Night die Vorlagen liefern, findet sich als 22. Erzählung die Geschichte von Fenicia und Timbreo, die ebenso in einzelnen Handlungselementen der von Hero und Claudio ähnelt. 1574 wurde Bandellos Geschichte in ausgeschmückter und moralisierter Form in Belleforests Histoires tragiques ins Französische übertragen; vermutlich griff Shakespeare jedoch direkt auf die ursprüngliche Fassung Bandellos als Quelle zurück.
In der Ausformung der Handlung und der Gestaltung der Charaktere weicht Shakespeare in seinem Stück deutlich von seinen Vorlagen ab. Anders als bei Ariost und Bandello gehen die Intrige und die Verleumdung in Viel Lärm um nichts nicht von einem Nebenbuhler aus, der auf diese Weise versucht, die bestehende Liebesbeziehung zu zerstören, um damit der Verwirklichung seiner eigenen Wünsche und Begierden näher zu kommen. Vor allem in Bandellos Fassung der Geschichte geht es darüber hinaus an zentraler Stelle um den klassischen Konflikt zwischen Freundschaft und Liebe: Der verleumderische Nebenbuhler Girondo ist ein Freund des Protagonisten Timbreo. Demgegenüber führt Shakespeare die intrigante Gestalt des boshaften Außenseiters Don John (Don Juan) ein, der als machiavellistischer Schurke aus Unzufriedenheit, Neid oder Machtinteresse danach trachtet, Unheil zu stiften, um die vorhandene Ordnung zu stören.
Eine weitere bedeutsame Änderung seiner Quellen nimmt Shakespeare auch in seiner Konzeption des mit Claudio befreundeten Prinzen Don Pedro als höchster gesellschaftlicher Instanz vor. In Bandellos Fassung der Geschichte erfolgt die Heiratsvermittlung durch einen anonymen Dritten; der König Don Pierro von Aragon ist anders als in Shakespeares Stück, in dem das Thema der stellvertretenden Werbung eine auffällige Rolle spielt, weder in die Heiratsabsichten eingeweiht noch an der Inszenierung des Werbungsspiels beteiligt. Ebenso wenig gibt es ein Missverständnis, der Prinz selbst habe sich in die Braut verliebt. 
Darüber hinaus wird die eher melodramatische Handlung um Hero und Claudio durch den publikumswirksamen Liebeskampf zwischen Beatrice und Benedick (Benedikt) ergänzt, der mit seinen zahlreichen geistvollen Wort- und Witzgefechten die eigentliche Ausgangshandlung teilweise in den Hintergrund drängt. Für diesen Handlungsstrang findet sich keine unmittelbare Vorlage oder Quelle; neben dem Motiv des „merry war“, das bis in die Antike zurückreicht, greift Shakespeare hier vor allem die Konvention der „spöttelnden Liebenden“ auf, die in den euphuistischen Romanen und Dramen John Lylys vorgeprägt und von Shakespeare bereits mit den Figuren von Biron und Rosaline in Love's Labour's Lost aufgenommen und weiter entfaltet wurde.
Für die dramaturgische Verknüpfung der Handlungsstränge um die beiden Liebespaare ist in Shakespeares Komödie wiederum die veränderte Rolle des Prinzen von Belang; durch seine Initiative und aktive Beteiligung an den beiden Liebesintrigen trägt Don Pedro dazu bei, dass einerseits die Liebesbeziehung zwischen Hero und Claudio in der Eheschließung mündet, während andererseits durch den von ihm geplanten doppelten Belauschungstrick die Liebe zwischen Beatrice und Benedick sich zu entwickeln beginnt. Zugleich wird Don Pedros komödiantischer Intrige das destruktive Komplott seines Halbbruders Don John gegenübergestellt; unmittelbar nachdem Don Pedro seine Absicht verkündet hat, Benedick und Beatrice durch einen Trick zusammenzubringen (II.1), plant Don John mit Borachio seine Verleumdungsintrige gegen Hero (II.2).
Ebenso kontrastiert Shakespeare die im höfischen Milieu spielenden Handlungsstränge auf niederer gesellschaftlicher Ebene mit dem Narrenspiel der tölpelhaften Gerichtsdiener Dogberry (Holzapfel) und Verges (Schlehwein), für die es keine direkten Quellen gibt. Auf diese Weise bleibt nicht nur der lustspielhafte Charakter des Stückes durchgängig auch in den Phasen eher bedrohlicher Verwicklungen erhalten, sondern werden gleichermaßen die von Shakespeare genutzten Vorlagen in sozialer, moralischer und emotionaler Hinsicht wesentlich erweitert.

## Datierung
Im Gegensatz zu vielen anderen Werken Shakespeares lässt sich der Entstehungszeitraum von Much Ado about Nothing mit großer Sicherheit und Genauigkeit eingrenzen. In Francis Meres’ Palladis Tamia, das am 7. September 1598 im Stationers’ Register zum Druck angemeldet wurde und ein Verzeichnis der bis zu diesem Zeitpunkt bekannten Werke Shakespeares enthält, ist das Stück nicht aufgeführt. Ein erster Beleg für die Abfassung des Werks findet sich in einer frühen Notiz im Stationers’ Register vom 4. August 1600, in dem neben anderen Werken Shakespeares wie As you Like It und Henry V sowie Jonsons Every Man in His Humour auch „The comedie of muche A doo about nothinge | A booke … to be staied“ erwähnt wird, möglicherweise um durch diesen blockierenden Eintrag einen Raubdruck kurz vor dem rechtmäßigen Erstdruck zu erschweren. Ein weiteres Detail in der kurz danach veröffentlichten Druckausgabe des Stücks ermöglicht jedoch eine noch präzisere Eingrenzung des Abfassungszeitraums von Viel Lärm um nichts. An einigen Stellen, beispielsweise in 4.2, findet sich in den Textzuweisungen des Erstdrucks anstelle der Angabe der Dramenfigur des Bottleneck (Holzapfel) eine Nennung des Namens von Will Kemp, einem der bekannteren komödiantischen Darsteller in der Schauspieltruppe der Lord Chamberlain’s Men, der offensichtlich in den frühen Aufführungen für diese Rolle des einfältigen Gerichtsdieners von Shakespeare selbst vorgesehen war. Anhand weiterer zeitgenössischer Belege ist jedoch eindeutig erwiesen, dass Kemp die Schauspieltruppe Shakespeares spätestens zum 11. Februar 1599 verlassen hat, vermutlich sogar bereits Ende 1598 bzw. Anfang 1599, wie andere Quellen nahelegen. Much Ado about Nothing muss demgemäß in dem Zeitraum zwischen Spätsommer 1598 und Jahresbeginn 1599 verfasst worden sein. Stilistische und thematische Vergleichsanalysen lassen ebenfalls auf einen Abfassungszeitraum gegen Ende 1598 oder Anfang 1599 schließen.

## Textgeschichte

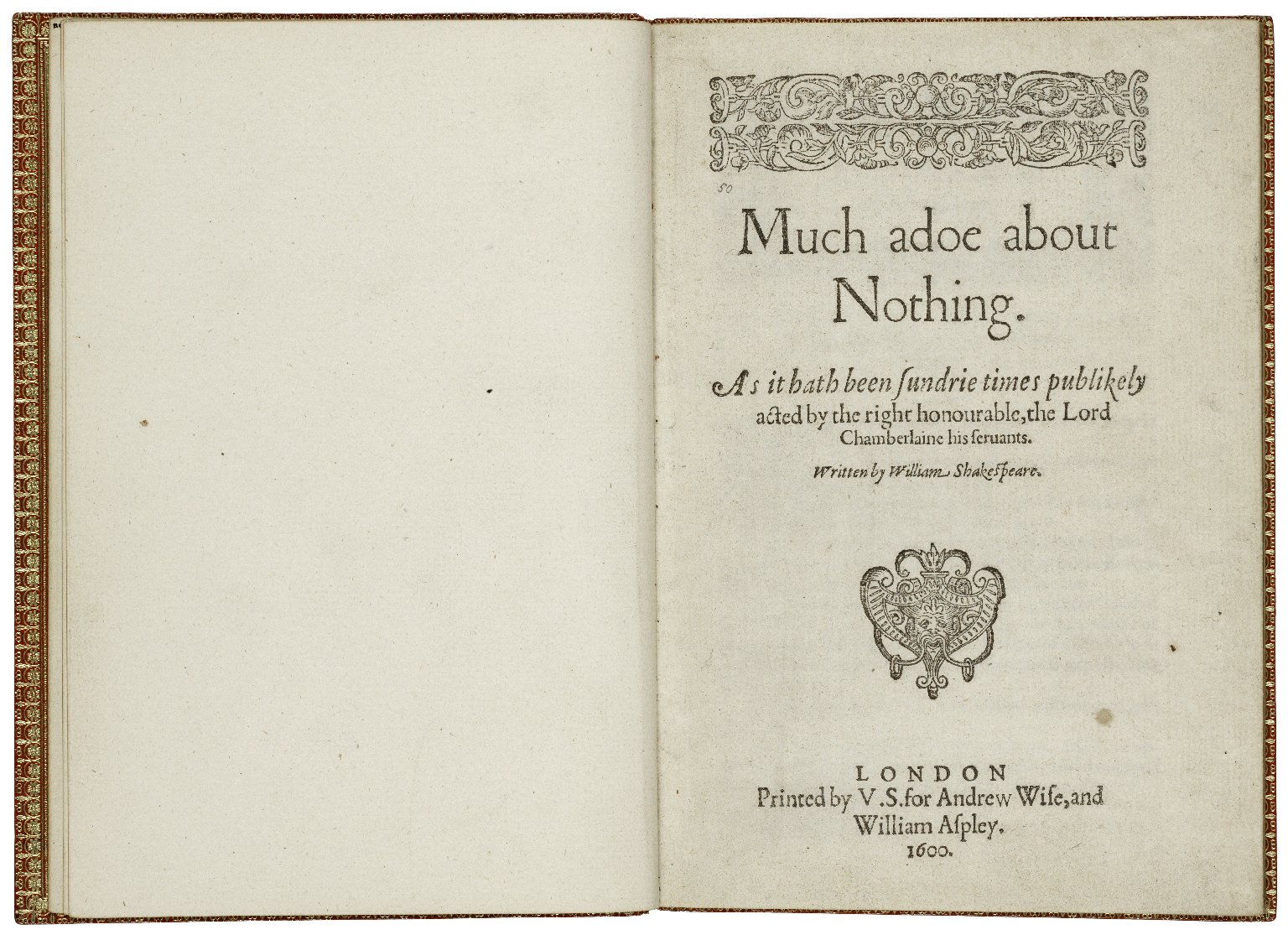
Titelblatt der Quarto-Ausgabe des Stücks, 1600

Nach dem offiziellen Eintrag in das Stationers’ Register am 23. August 1600 zur Drucklegung erschien die erste gedruckte Fassung von Much Ado about Nothing im selben Jahr als sorgfältig gesetzte Ausgabe im Quarto-Format (Q). Das Titelblatt dieses Erstdrucks enthält einen Hinweis auf verschiedene vorangegangene Aufführungen durch die Schauspieltruppe Shakespeares: „Much adoe about | Nothing. | As it hath been sundrie times publikely | acted by the right honourable, the Lord | Chamberlaine his seruants. | Written by William Shakespeare. | LONDON | Printed by V. S. for Andrew Wise, and | William Aspley. | 1600.“ Die Initialen V. S. stehen für den Londoner Drucker Valentine Simmes, der auch für den Druck des ersten Quartos (Q 1) von Hamlet 1603 verantwortlich zeichnete. Der Quarto-Erstdruck von Much Ado about Nothing gilt allgemein als verlässlicher Text; entgegen früheren Annahmen gehen die heutigen Herausgeber des Stückes nahezu einhellig davon aus, dass diesem Druck ein eigenhändiges Manuskript Shakespeares zugrunde lag. Verschiedene Indizien wie beispielsweise einzelne Unstimmigkeiten bei den Figurennamen und -nennungen oder mitunter fehlende Bühnenanweisungen deuten auf ein Entwurfsmanuskript („foul paper“) Shakespeares als Druckvorlage; in einer Reinschrift bzw. Theaterabschrift als Regiebuch („prompt book“) wären derartige kleinere Fehler höchstwahrscheinlich bereits korrigiert worden.
Die Drucklegung in der ersten Folio-Ausgabe von 1623 (F) erfolgte auf Grundlage des Quarto-Drucks (Q). Während die Quarto-Ausgabe keine Einteilung in Akte oder Szenen aufweist, enthält der Folio-Druck eine Aufteilung in fünf Akte; an einigen Stellen wurden zudem vermutlich unter Hinzuziehung eines Regiebuchs einzelne Korrekturen in geringfügigen Details vorgenommen. Dieser Druckfassung von 1623 im Folio-Format wird in der heutigen Shakespeareforschung zumeist keine eigenständige Textautorität mehr zuerkannt. Eine Einteilung des Stückes in 17 Szenen wurde erstmals von Edward Capell in seiner Ausgabe der Werke Shakespeares 1767–1768 vorgenommen; nachfolgende Herausgeber übernahmen in der Regel diese Szeneneinteilung Capells, die erst in jüngeren Textausgaben oder Bühnenfassung teilweise verändert worden ist.

## Adaptionen
Die Oper Béatrice et Bénédict ist eine musikalische Bearbeitung des Stoffes von Hector Berlioz und wurde 1862 uraufgeführt. Es gibt zahlreiche Verfilmungen. 1958 entstand beim SFB Viel Lärm um nichts unter der Regie von Ludwig Berger. Die DEFA verfilmte das Stück 1964 mit Christel Bodenstein und Rolf Ludwig in der Regie von Martin Hellberg. 1973 erschien der sowjetische Film Viel Lärm um nichts (Mnogo shuma iz nichego) unter der Regie von Samson Iossifowitsch Samsonow. Den größten Publikumserfolg erreichte die Version aus dem Jahr 1993 von Kenneth Branagh. 2012 veröffentlichte Joss Whedon eine Adaption des Stückes. Angela Carters Roman Wie’s uns gefällt nimmt auf vielfältige Weise Bezug auf Stücke Shakespeares. Eine weitere allerdings freie Neuadaption entstand 2023 mit der von Will Gluck inszenierten romantischen Komödie Wo die Lüge hinfällt.

## Textausgaben
Gesamtausgaben
- John Jowett, William Montgomery, Gary Taylor und Stanley Wells (Hrsg.): The Oxford Shakespeare. The Complete Works. Oxford University Press, Oxford 2005, ISBN 978-0-199-267-187.
- Jonathan Bate, Eric Rasmussen (Hrsg.): William Shakespeare Complete Works (The RSC Shakespeare). Macmillan Publishers 2008, ISBN 978-0-230-20095-1.

Englisch
- Much Ado About Nothing (The Arden Shakespeare. Third Series). Hrsg. von Claire McEachern. Bloomsbury, London 2006, ISBN 1-903436-83-4.
- Much Ado About Nothing (The Oxford Shakespeare). Hrsg. von Sheldon P. Zitner. Oxford University Press, Oxford 2008, ISBN 978-0-19-953611-5.

Deutsch
- Viel Lärmen um nichts. In: Shakespeare’s dramatische Werke. Übersetzt von August Wilhelm von Schlegel, ergänzt und erläutert von Ludwig Tieck. Dritter Theil. G. Reimer, Berlin 1830, S. 261–338.
- Much Ado About Nothing. Viel Lärm um nichts (Englisch-deutsche Studienausgabe). Herausgegeben und kommentiert von Norbert Greiner. Stauffenburg, Tübingen 1988, ISBN 3-86057-548-1.
- Much Ado About Nothing. Viel Lärm um nichts. Englisch/Deutsch. Übersetzt und kommentiert von Holger Michael Klein. Reclam, Ditzingen 1993, ISBN 3-15-003727-1.
- Viel Lärm um nichts. Zweisprachige Ausgabe. Neu übersetzt von Frank Günther. dtv, München 2012, ISBN 978-3-423-12754-7.